# میرزا محمد علی صدرالتجار نقشینه
میرزا محمدعلی خان نقشینه  معروف به صدرالتجار از سیاستمداران ایرانی بود، که در دوره نخست بعنوان نماینده خرمشهر در مجلس شورای ملی حضور داشت.